# Február 24.
Február 24. az év 55. napja a Gergely-naptár szerint. Az évből 310 nap van még hátra. Szökőévben 311.
Szökőévekben ez a nap szökőnap, ilyenkor a névnapok 25-re kerülnek át. Szökőévekben ezen a napon senki nem ünnepli a névnapját.
Névnapok: Mátyás + Dára, Darina, Darinka, Edömér, Etel, Eunika, Euniké, Hedda, Hédi, Hedvig, Janek, János, Jávorka, Jázmin

## Események

### Politikai események
- 1525 – A páviai csata ("a lovagkor utolsó csatája") során a francia csapatok súlyos vereséget szenvednek a császári hadaktól.
- 1538  – I. János király és Habsburg Ferdinánd megkötik a váradi békét.[1]
- 1848 – I. Lajos Fülöp francia király lemond a trónról.[2]
- 1891 – Kiadják Brazília második, a köztársaság első alkotmányát.
- 1920 – Németországban megalakul a Nemzeti Szocialista Párt az 1921-től Adolf Hitler által vezetett Nemzetiszocialista Német Munkáspárt jogelődje.
- 1937 – A csertetői csendőrsortűz
- 1939 – Magyarország csatlakozik az antikomintern paktumhoz.
- 1939 – Letartóztatják és internálják a Keresztes-Fischer Ferenc m.kir. belügyminiszter által február 21-i rendeletileg feloszlatott hungarista Magyar Nemzeti Szocialista Párt vezetőit.
- 1945 – Az amerikai hadsereg felszabadítja a Fülöp-szigetek fővárosát, Manilát a japán megszállás alól.
- 1991 – Az Amerikai Egyesült Államok hadereje összehangolt légi, szárazföldi és tengeri támadást indított Irak ellen az első Iraki-háborúban.
- 2007 – A virginiai kongresszus mindkét háza bocsánatot kért azért a szerepért, amit a szövetségi állam játszott a feketék rabszolgasorban tartásában az USA-ban.
- 2008 – A kubai nemzetgyűlés elnöke bejelenti, hogy öt évre Raúl Castro Ruzt választották meg az államtanács elnökévé.

| – A hamburgi tartományi parlamenti választáson a kereszténydemokraták győznek, azonban 43%-os eredményük nem elegendő az abszolút többséghez. |

- 2020 – Lemondott Mahathir bin Mohamad malajziai miniszterelnök.[3]
- 2022 – Oroszország támadást indított Ukrajna ellen

### Tudományos és gazdasági események
- 1582 – XIII. Gergely pápa bevezeti a róla elnevezett Gergely-naptárat, amely október 4-én átlép 10 napot, vagyis október 15-e követi.
- 1938 – Elkészítik az első műszálas sörtéjű fogkefét.
- 2015 – Ezen a napon írták alá Budapesten a szerződést Magyarország csatlakozásáról az Európai Űrügynökséghez.

### Kulturális események
- 1868 – Az első Mardi Gras karnevál New Orleansban.

#### Irodalmi, színházi és filmes események
- 2008 Nyolcvanadik éve adják át az Oscar-díjakat.

## Születések
- 1463 – Giovanni Pico della Mirandola olasz reneszánsz humanista gondolkodó, filozófus († 1494)
- 1500 – V. Károly német-római császár, I. Károly néven spanyol király († 1558)
- 1519 – François de Guise francia katolikus főnemes, politikus és hadvezér († 1563)
- 1557 – II. Mátyás magyar király († 1619)
- 1645
  - I. Rákóczi Ferenc választott erdélyi fejedelem († 1676)

| – - - Johann Ambrosius Bach német zenész, Johann Sebastian Bach apja. († 1695) |

- 1664 – Thomas Newcomen angol kovács, valamint baptista laikus prédikátor, feltaláló († 1729)
- 1750 – Révai Miklós magyar nyelvész († 1807)
- 1786 – Wilhelm Grimm német író, nyelvész, népmesegyűjtő (Grimm fivérek) († 1859)
- 1792 – Ferenczy István szobrászművész, az MTA tagja († 1856)
- 1833 – Eduard Taaffe osztrák politikus, miniszterelnök († 1895)
- 1842 – Arrigo Boito olasz librettista, zeneszerző, író és költő († 1918)
- 1848 – Eugène-Melchior de Vogüé francia író, irodalomtörténész, diplomata († 1910)
- 1850 – Jászai Mari magyar színésznő († 1926)
- 1878 – Pilisi Lajos magyar színész, haditudósító († 1918)
- 1881 – Gönczy Lajos olimpiai bronzérmes magyar atléta, magasugró († 1914)
- 1885 – Stanisław Ignacy Witkiewicz lengyel festő, író, filozófus, fényképész († 1939)
- 1885 – Chester Nimitz amerikai admirális († 1966)
- 1903 – Franz Burda német kiadó († 1986)
- 1906 – Kenneth Bear brit autóversenyző († 1949)
- 1915 – Fischer Sándor magyar nyelvész, beszéd- és retorikatanár, egyetemi oktató († 1995)
- 1919 – Padur Teréz magyar színésznő († 2010)
- 1923 – Tánczos Tibor Jászai Mari-díjas magyar színész († 1979)
- 1924 – Regőczi Erzsébet magyar bábművész, színésznő, tanár († 2011)
- 1925 – Iván József magyar színész, operaénekes († 2012)
- 1927 – Id. Szlávics László magyar ötvös, szobrászművész († 1991)
- 1928 – Al Lettieri amerikai színész († 1975)
- 1931 – Dominic Chianese olasz származású amerikai színész, énekes, zenész
- 1934 – Bettino Craxi olasz miniszterelnök († 2000)
- 1934 – Renata Scotto olasz opera-énekesnő, szoprán († 2023)
- 1934 – Frank Braña, spanyol színész († 2012)
- 1936 – Bürös Gyöngyi magyar színésznő
- 1936 – Lance Reventlow amerikai autóversenyző († 1972)
- 1938 – James Farentino amerikai filmszínész († 2012)
- 1939 – Marisa Mell osztrák színésznő († 1992)
- 1940 − Cs. Németh Lajos magyar színész († 2023)
- 1942 – Dobos Ildikó Jászai Mari- és Aase-díjas magyar színésznő, a Veszprémi Petőfi Színház örökös tagja († 2024)
- 1943 – Bihari Mihály magyar jogász, politológus, az Alkotmánybíróság elnöke
- 1943 – François Mazet francia autóversenyző
- 1944 – Ivica Račan horvát kormányfő († 2007)
- 1949 – Harmath Albert magyar színész, énekes
- 1953 – Kovács M. Mária magyar történész, szociológus († 2020)
- 1955 – Steve Jobs amerikai informatikus, az Apple cég alapítója († 2011)
- 1955 – Alain Prost francia autóversenyző, a Formula–1 négyszeres világbajnoka (1985, 1986, 1989, 1993)
- 1966 – Ben Miller angol színész
- 1968 – Emanuele Naspetti olasz autóversenyző
- 1969 – Bártfai Barnabás magyar szakkönyvíró
- 1969 – Holecz Károly magyarországi szlovén író, újságíró
- 1971 – Pedro de la Rosa spanyol autóversenyző
- 1973 – Jordan Jovcsev bolgár tornász
- 1974 – Kara Tünde Jászai Mari-díjas magyar színésznő († 2019)
- 1977 – Lükő Zsolt fedélzeti technikus, posztumusz hadnagy († 2008)
- 1981 – Lleyton Hewitt ausztrál teniszező
- 1984 – Grace Daniel nigériai tollaslabda játékos
- 1988 – Sofron István magyar jégkorongozó

| – Alexander Koch amerikai színész |

- 1990 – Randy Krummenacher svájci motorversenyző
- 1992 – Eric Arturo Medina panamai úszó

## Halálozások
- 1386 – II. (Kis) Károly magyar király (* 1354 körül)
- 1563 – François de Guise francia katolikus főnemes, politikus és hadvezér[4] (* 1519)
- 1809 – Bessenyei Sándor magyar királyi testőr, költő (* ?)
- 1811 – Bessenyei György magyar író, költő (* 1747)
- 1815 – Robert Fulton amerikai mérnök, feltaláló, az első működő gőzhajó alkotója (* 1765)
- 1836 – Berzsenyi Dániel magyar költő (* 1776)
- 1913 – Wilhelm Kress osztrák mérnök feltaláló, zongoraépítő-hangoló, repülőszerkesztő (* 1836)
- 1923 – Edward Morley amerikai vegyész, a Michelson–Morley-kísérlet elvégzője (* 1838)
- 1925 – Hjalmar Branting svéd szociáldemokrata politikus (* 1860)
- 1953 – Gerd von Rundstedt német tábornok, a nyugati front főparancsnoka 1943–1944-ben (* 1875)
- 1954 – Herczeg Ferenc magyar író, színműíró (* 1863)
- 1955 – Clemente Biondetti olasz autóversenyző (* 1898)
- 1963 – Farkas Jenő, gépészmérnök, járműtervező (* 1881)
- 1975 – Nyikolaj Alekszandrovics Bulganyin szovjet kommunista politikus, az SZKP PB tagja, honvédelmi miniszter, miniszterelnök (* 1895)
- 1975 – Falcione Kálmán magyar katonatiszt, ügyvéd, országgyűlési képviselő (* 1883)
- 1994 – Bilicsi Mária magyar színésznő (* 1943)
- 2005 – Hans-Jürgen Wischnewski német szociáldemokrata politikus, gazdasági miniszter (* 1922)
- 2005 – Kozák András Kossuth-díjas magyar színész, rendező, művészeti vezető (* 1943)
- 2015 – Varga Magda magyar opera-énekesnő, érdemes művész (* 1922)
- 2020 – Csukás István Kossuth-díjas magyar költő, író, a nemzet művésze (* 1936)
- 2025 – Roberta Flack amerikai énekesnő (* 1937)

## Ünnepek, emléknapok, világnapok
- Észtország nemzeti ünnepe: a függetlenség napja
- Mexikó: a zászló napja
- Románia: Dragobete – a szerelmesek napja